# Haploa duplicata
Haploa duplicata là một loài bướm đêm thuộc phân họ Arctiinae, họ Erebidae.